# Koninklijke Sint-Truidense Voetbalvereniging
Il Koninklijke Sint-Truidense Voetbalvereniging, meglio noto come Sint-Truidense, SSTV o più semplicemente Sint-Truiden, è una società calcistica con sede a Sint-Truiden, in Belgio. Milita nella Pro League, la massima serie del campionato belga di calcio.
Dopo aver ininterrottamente militato in Pro League dalla stagione 1994-1995, retrocesse in Tweede Klasse al termine della stagione 2011-2012.

## Storia

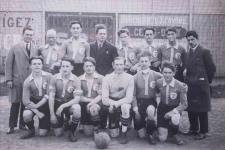
Fondazione del club

La squadra fu fondata il 23 febbraio 1924 a seguito dell'unione tra l'F.C. Union e lF.C. Goldstar, due squadre di Sint-Truiden, e registrato alla Federcalcio belga il 13 giugno dello stesso anno (matricola nº 373). Come colori del club furono scelti il giallo e il blu, colori della città, e fu chiamato Sint-Truidense Voetbal Vereeniging. La prima partita della squadra, contro il Cercle Tongeren, fu giocata di fronte a 9 spettatori.
Alla fine degli anni quaranta il Sint-Truidense si qualificò per la Seconda Divisione. Cambiò anche il nome in Sint-Truidense Voetbalvereniging nel 1947 e ci fu un'altra aggiunta finale nel 1952. Cinque anni più tardi terminò la stagione al secondo posto in Seconda Divisione e così l'anno seguente disputo la Jupiler League. Nel 1966 la squadra terminò il campionato al 2º posto. Tra il 1986 e il 1994 il Sint-Truiden vinse due volte il campionato di seconda divisione. Nella stagione 2008-2009 il club ha nuovamente raggiunto il primo posto in Tweede Klasse, ottenendo la promozione in Jupiler League.
La stagione seguente (Pro League 2009-2010) il Sint-Truiden ha concluso il campionato al quinto posto, conquistando la partecipazione al girone di play-off per l'assegnazione dello scudetto: si è posizionato al quarto posto nel girone formato da sei squadre, non riuscendo ad ottenere l'ingresso ad una competizione europea (riservato alle prime tre). Tuttavia, due stagioni dopo, il club conclude all’ultimo posto della Pro League 2011-2012, retrocedendo in Tweede Klasse. Il club torna in massima serie per la stagione 2015-2016 e conclude le stagioni seguenti sempre nella seconda parte della classifica, trovando sempre la salvezza.

## Allenatori e presidenti

### Allenatori
- 1925-1959  Frans De Rycke
- 1959-1966  Raymond Goethals
- 1966-1969  Ward Volckaert
- 1969-1972  Jean Claes
- 1972-1979  Marcel Vercammen
- 1979-1981  Gerard Bergholtz
- 1981-1983  Albert Bers
- 1983-1984  Wilfried Van Moer
- 1984-1986  Eric Vanlessen
- 1986-1990  Guy Mangelschots
- 1990-1991  Walter Meeuws
- 1991-1992  Odilon Polleunis
- 1992  R. Liebens &  Marek Dziuba
- 1992  Albert Van Marcke
- 1992-1993  Martin Lippens
- 1993-1995  Guy Mangelschots (2)
- 1995-1996  Wilfried Sleurs
- 1996-1997  Freddy Smets
- 1997  Guy Mangelschots (3)
- 1997-1998  Barry Hulshoff
- 1998-1999  Poll Peters
- 1999-2001  Willy Reynders
- 2001  Jules Knaepen
- 2001-2004  Jacky Mathijssen
- 2004  Guy Mangelschots (4)
- 2004-2005  Marc Wilmots
- 2005  Guy Mangelschots (5)
- 2005  Peter Voets
- 2005-2006  Herman Vermeulen
- 2006  Eddy Raeymaekers &  Peter Voets (2)
- 2006  Thomas Caers
- 2006  Peter Voets (3)
- 2006-2007  Henk Houwaart
- 2006-2007  Peter Voets (4)
- 2007  Valère Billen
- 2007  Peter Voets (5)
- 2007-2008  Dennis van Wijk
- 2008-2011  Guido Brepoels
- 2011-2012  Franky Van der Elst
- 2012-2013  Guido Brepoels (2)
- 2013-2015  Yannick Ferrera
- 2015-2016  Chris O'Loughlin
- 2016-2017  Ivan Leko
- 2017  Tintín Márquez
- 2017-2018  Jonas De Roeck
- 2018-2019  Marc Brys
- 2020  Miloš Kostić
- 2020  Kevin Muscat
- 2020-2021  Peter Maes
- 2021-2023  Bernd Hollerbach
- 2023-2024  Thorsten Fink
- 2024  Christian Lattanzio
- 2024-  Felice Mazzù

### Presidenti

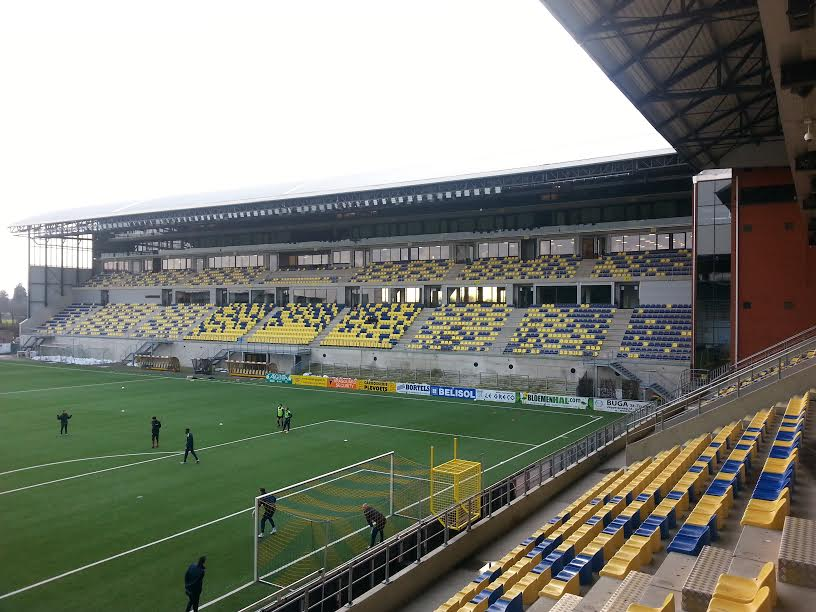
Stadio Stayen

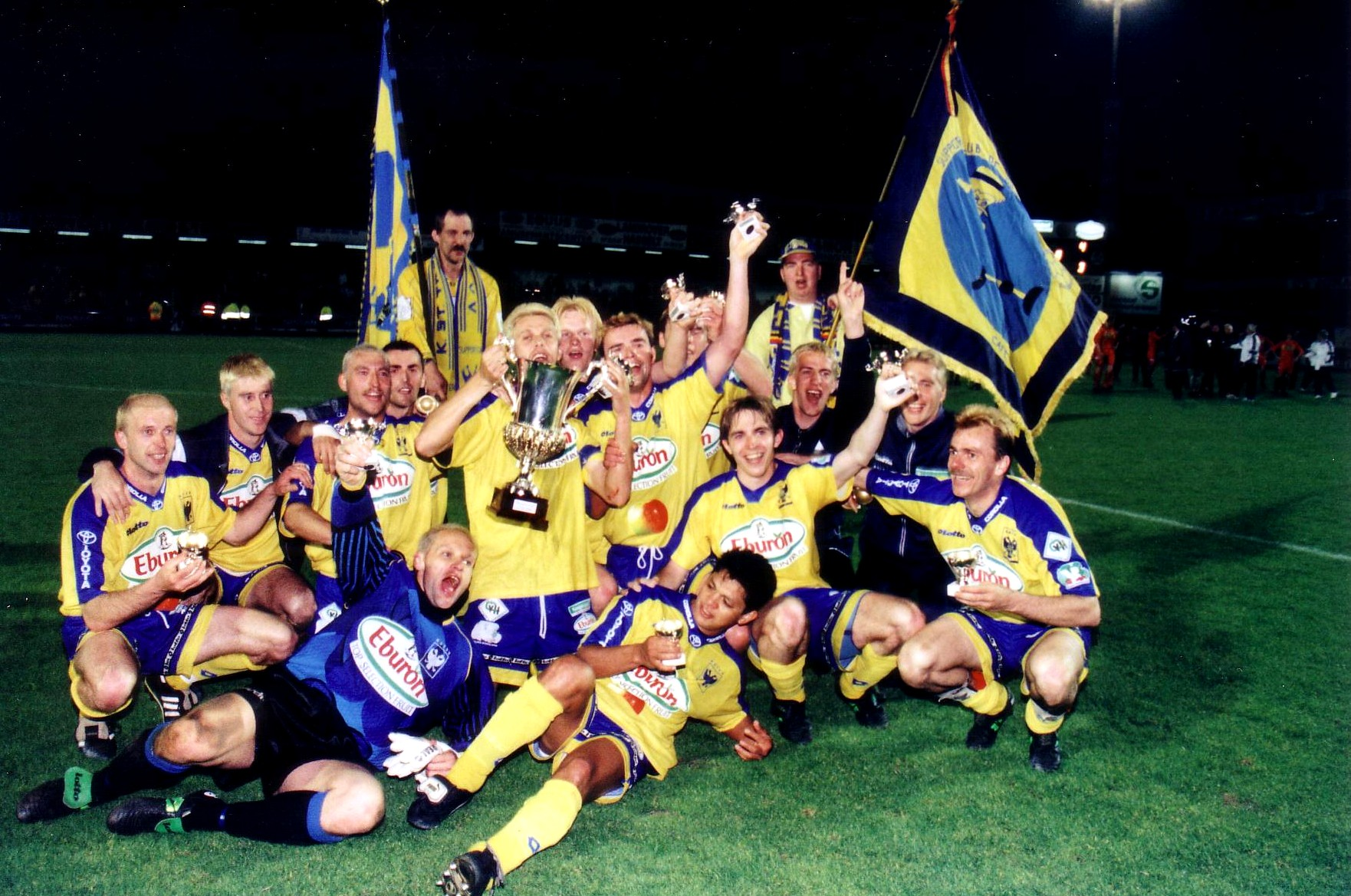
Festeggiamenti per la vittoria della Coppa di Lega

- 1935-1937  Daniël Vreven
- 1937-1973  Paul Massa
- 1973-1978  Frans Smeets
- 1978-1991  Guy Lambeets
- 1991-1996  Henri Knapen
- 1996-2004  Leon Schepers
- 2004-2011  Roland Duchâtelet
- 2011-2012  Benoît Morrenne
- 2012  André Donvil
- 2012-2016  Bart Lammens
- 2016-2017  Roland Duchâtelet (2)
- 2017-2018  Yusuke Muranaka
- 2018  David Meekers

## Palmarès

### Competizioni nazionali
- Coppa di Lega belga: 1

1999-2000
- Tweede klasse: 4

1986-1987, 1993-1994, 2008-2009, 2014-2015
- Derde klasse: 1

1947-1948 (girone D)

### Altri piazzamenti
- Campionato belga:

Secondo posto: 1965-1966
- Coppa del Belgio:

Finalista: 1970-1971, 2002-2003
Semifinalista: 1995-1996, 1999-2000, 2001-2002
- Tweede klasse:

Terzo posto: 2013-2014

## Organico

### Rosa 2025-2026
Aggiornata al 3 agosto 2025.
| N. |                      | Ruolo | Calciatore                 |
| -- | -------------------- | ----- | -------------------------- |
| 3  | Giappone (bandiera)  | D     | Taiga Hata                 |
| 4  | Algeria (bandiera)   | D     | Zineddine Belaïd           |
| 5  | Giappone (bandiera)  | D     | Shōgo Taniguchi (capitano) |
| 6  | Giappone (bandiera)  | C     | Rihito Yamamoto            |
| 8  | Francia (bandiera)   | C     | Abdoulaye Sissako          |
| 9  | Uruguay (bandiera)   | A     | Andrés Ferrari             |
| 10 | Marocco (bandiera)   | A     | Ilias Sebaoui              |
| 11 | Argentina (bandiera) | A     | Isaías Delpupo             |
| 12 | Belgio (bandiera)    | P     | Jo Coppens                 |
| 13 | Giappone (bandiera)  | C     | Ryōtarō Itō                |
| 14 | Francia (bandiera)   | C     | Ryan Merlen                |
| 16 | Giappone (bandiera)  | P     | Leo Kokubo                 |
| 18 | Norvegia (bandiera)  | D     | Simen Juklerød             |

| N. |                               | Ruolo | Calciatore             |
| -- | ----------------------------- | ----- | ---------------------- |
| 19 | Belgio (bandiera)             | D     | Louis Patris           |
| 20 | Belgio (bandiera)             | D     | Rein Van Helden        |
| 21 | Belgio (bandiera)             | P     | Matt Lendfers          |
| 22 | Belgio (bandiera)             | D     | Wolke Janssens         |
| 26 | Macedonia del Nord (bandiera) | D     | Visar Musliu           |
| 31 | Marocco (bandiera)            | C     | Illyès Benachour       |
| 32 | Belgio (bandiera)             | A     | Jay-David Mbalanda     |
| 34 | Belgio (bandiera)             | D     | Hugo Lambotte          |
| 53 | Belgio (bandiera)             | A     | Adam Nhaili            |
| 60 | Belgio (bandiera)             | D     | Robert-Jan Vanwesemael |
| 94 | Madagascar (bandiera)         | C     | Loïc Lapoussin         |
|    | Giappone (bandiera)           | A     | Kaito Matsuzawa        |